# Ли, Никита Альбертович
Ники́та Альбе́ртович Ли (род. 26 апреля 1997, Москва) — российский хоккеист, нападающий. Воспитанник хоккейной школы «Белые Медведи». В настоящее время является игроком пензенского «Дизеля», выступающего в ВХЛ.

## Карьера
С 2009 по 2012 год играл на юниорском уровне за родную школу «Белых Медведей», после чего попал в систему московского «Спартака», в составе которого провёл, также на юниорском уровне, несколько Чемпионатов Москвы и даже попадал в заявку «МХК Спартак», но на профессиональном уровне, в составе Красно-Белых, так и не дебютировал. В 2014 году, на драфте юниоров КХЛ был выбран московским «Спартаком». В сезоне 2014/2015 принял решение попробовать свои силы за океаном, где на импорт-драфте Канадской хоккейной лиги его выбрал клуб — «Сент-Джон Си Догс». Проведя предсезонный сбор в Сент-Джоне и отыграв свой дебютный и единственный матч за новый клуб, Никита перебрался в другой клуб из QMJHL — «Викториявиль Тайгерс», в составе которого сыграл 65 матчей, забросил 11 шайб и отдал 6 результативных передач.
В сезоне 2015/2016 вернулся в Россию, где начал сезон в хоккейном клубе «Звезда-ВДВ» из Дмитрова, но вскоре вернулся в систему московского «Спартака», дебютировав сначала в МХЛ, а затем и в Континентальной Хоккейной Лиге. Дебютный матч для Никиты Ли в КХЛ состоялся 18 октября 2015 года, против казанского «Ак Барса». В своей следующей игре, против ханты-мансийской «Югры», которая состоялась 22 октября, заработал своё первое персональное очко в лиге, став автором результативной передачи. Параллельно выступал в ВХЛ за аффилированный клуб — воскресенский «Химик». Выступал в системе «Спартака» до 2018 года, однако, перед началом сезона 2018/2019, в результате обмена на голкипера Павла Хомченко, перешёл в систему уфимского «Салавата Юлаева».

## В сборной
В 2016 году привлекался в состав молодёжной сборной России и принял участие в молодёжной суперсерии — Subway Super Series.